# Macrocheilus nigrotibialis
Macrocheilus nigrotibialis – gatunek chrząszcza z rodziny biegaczowatych, podrodziny Anthiinae i plemienia Helluonini.

## Taksonomia
Gatunek opisany został w 1900 roku przez Karla Borromaeusa Marię Josefa Hellera. Holotypem jest samiec.

## Opis
Biegaczowaty ten osiąga od 8 do 10,1 mm długości i od 3 do 3,5 mm szerokości ciała. Labrum wypukłe, z przodu łukowate, o przednich szczecinkach poniżej wierzchołka, a środkowych na jego krawędzi. Bródka oszczeciniona u podstawy, o ząbku trójkątnym, krótszym od płatków. Czwarty człon głaszczków szczękowych zaokrąglenie rozszerzony. Czwarty człon głaszczków wargowych trójkątny i rozszerzony. Na pokrywach dwie pary plamek, z których przednie duże, prawie zaokrąglone, pokrywające międzyrzędy od 3 do 7 i sięgające niewielkich części 2 i 8, a tylne prawie kanciaste, pokrywające międzyrzędy od 1 do 5, położone na wewnętrznych kątach wierzchołkowych, mniej lub bardziej trójkątne. Golenie odnóży czarne.

## Występowanie
Gatunek ten występuje na indonezyjskich Sumatrze i Sulawesi oraz w Malezji.